# 阿古河畔弗赖斯
阿古河畔弗赖斯（法語：Fraisse-sur-Agout，当地作，發音：[fʁajs(ə) syʁ aɡu(t)]）是法国埃罗省的一个市镇，属于贝济耶区。

## 地理
阿古河畔弗赖斯（43°36'22"N, 2°47'53"E）面积58.46 平方千米，位于法国奧克西塔尼大區埃罗省，该省份为法国南部沿海省份，南濒地中海，西南接奥德省，西北接塔恩省和阿韦龙省，东北与加尔省接壤。
与阿古河畔弗赖斯接壤的市镇（或旧市镇、城区）包括：韦布尔河畔米拉、纳日、康邦和萨尔韦格、普雷米扬、里奥尔斯、圣艾蒂安-达尔巴尼昂、圣于连、圣樊尚多拉尔格、阿古河畔拉萨尔沃塔。
阿古河畔弗赖斯的时区为UTC+01:00、UTC+02:00（夏令时）。

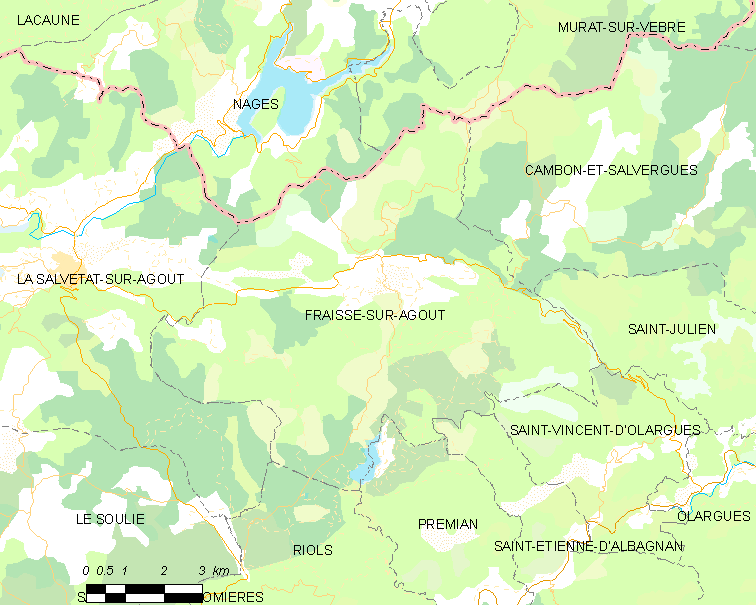
阿古河畔弗赖斯的OSM定位图

## 行政
阿古河畔弗赖斯的邮政编码为34330，INSEE市镇编码为34107。

## 政治
阿古河畔弗赖斯所属的省级选区为圣庞斯德托米耶尔县。

## 人口

1962-2008年间阿古河畔弗赖斯人口变化图示

阿古河畔弗赖斯于2022年1月1日时的人口数量为337人。